# Raperzy z Malibu
Raperzy z Malibu (tytuł oryginału: Malibu's Most Wanted) – amerykański film komediowy z 2003 roku.
W głównej roli występuje komik Jamie Kennedy, który jest również współtwórcą scenariusza do filmu.

## Obsada
- Jamie Kennedy jako B-Rad
- Taye Diggs jako Sean
- Anthony Anderson jako PJ
- Regina Hall jako Shondra
- Blair Underwood jako Tom Gibbons
- Damien Wayans jako Tec
- Ryan O’Neal jako Bill Gluckman
- Bo Derek jako Bess Gluckman
- Jeffrey Tambor jako dr Feldman
- Kal Penn jako Hadji
- Nick Swardson jako Mocha
- Keili Lefkovitz jako Monster
- Kellie Martin jako Jen
- Greg Grunberg jako Brett
- J.P. Manoux jako Gary
- Sarah Thompson jako Krista the Barista
- Mike Epps jako prowadzący raperską bitwę
- Snoop Dogg jako Ronnie Rizzat (głos)